# Can You Keep a Secret? (singolo)
Can You Keep a Secret? è un brano musicale della cantante giapponese Utada Hikaru, pubblicato come suo settimo singolo giapponese (il nono in totale), ed il terzo dall'album Distance. Il brano è stato utilizzato come tema musicale per il dorama televisivo giapponese Hero, in cui la Utada fa un cameo.

## Tracce
CD singolo TOCT-4301
1. Can You Keep a Secret? - 5:08
2. Kettobase! (蹴っ飛ばせ!) - 4:31
3. Can You Keep a Secret? (Original Karaoke) - 5:07

## Classifiche
| Classifica (2001) | Posizione più alta |
| ----------------- | ------------------ |
| Giappone          | 1                  |